# Isamu Kinoshita
Isamu Kinoshita (木下 勇?, Kinoshita Isamu; ...) è un dirigente sportivo ed ex calciatore giapponese.

## Carriera
Kinoshita militò nel secondo dopo guerra nello Zenshinkei Dai, la rappresentativa calcistica dell'università di Kobe.
Kinoshita, pur essendo solo il team manager della nazionale olimpica di calcio del Giappone, fu inserito nella rosa dei calciatori convocati per Giochi della XVI Olimpiade come difensore.